# Rock Dog
Rock Dog es una película de 2016, chino-estadounidense de animación y comedia dirigida por Ash Brannon y escrita por Ash Brannon y Kurt Voelker. La película está protagonizada por Luke Wilson, J. K. Simmons, Eddie Izzard, Lewis Black, Sam Elliott, Kenan Thompson, Mae Whitman, Jorge García y Matt Dillon.
Una secuela titulada Rock Dog 2: Rock alrededor del parque, fue estrenada en noviembre del 2021 y otra secuela a finales de 2022 Rock Dog 3: Rockeando juntos.

## Reparto
| Personaje                     | Actor original | Actor de doblaje al español para Chile | Actor de doblaje al español para México |
| ----------------------------- | -------------- | -------------------------------------- | --------------------------------------- |
| Bodi, perro mastín tibetano   | Luke Wilson    | Andrés López                           | Luis Leonardo Suárez                    |
| Khampa, perro mastín tibetano | J. K. Simmons  | Matias Fajardo                         | Gerardo Reyero                          |
| Angus, gato persa británico   | Eddie Izzard   | Ricardo Maturana                       | Carlos Hernández                        |
| Linnux, lobo gris             | Lewis Black    | Karoly Díaz                            | Pedro D'Aguillón Jr.                    |
| Fleetwood Yak, bos mutus      | Sam Elliott    | Sandro Larenas                         | José Luis Miranda                       |
| Riff, lobo gris               | Kenan Thompson | Cristian Lizama                        | Mauricio Pérez                          |
| Darma, zorra roja             | Mae Whitman    | Judith Noguera                         | Mayra Arellano                          |
| Germur, cabra                 | Jorge Garcia   | Felipe Waldhorn                        | ¿?                                      |
| Trey, leopardo de las nieves  | Matt Dillon    | ¿?                                     | Marco Guerrero                          |
| Floyd, oveja                  | Will Finn      | Alexis Quiroz                          | Eduardo Fonseca                         |

## Música
El 19 de marzo de 2015 se confirmó que Rolfe Kent sería el compositor de la película.

## Estreno
La película estaba programada inicialmente para ser estrenada en China el 1 de octubre de 2015, por Huayi Brothers, pero más tarde se retrasó, al 8 de julio de 2016.
El tema principal de la película es Glorious de Adam Friedman.

## Recepción
En Rotten Tomatoes, la película tiene un clasificación de %62 basada en 36 reseñas, con un promedio de 6.3/10. El sitio concluye, "Rock Dog es insuficientemente amistosa, pero su animación de primera clase y una historia  inspirada se agregan a una película cuyos grandes encantos posiblemente puedan ser Apreciados."